# Myosotis australis
Myosotis australis är en strävbladig växtart som beskrevs av Robert Brown. Myosotis australis ingår i släktet förgätmigejer, och familjen strävbladiga växter. Inga underarter finns listade i Catalogue of Life.